# 斉藤邦俊
斉藤 邦俊（さいとう くにとし、1952年4月23日 - ）は、日本の官僚。会計検査院事務総長や、大成建設監査役を務めた。

## 人物・経歴
神奈川県出身。1977年東京大学法学部卒業、会計検査院事務総局入局。2009年会計検査院第3局長。2011年会計検査院事務総局第5局長。2012年会計検査院事務総局次長。2013年会計検査院事務総長。2016年大成建設株式会社監査役。2022年、瑞宝重光章受章。